# شامبو جاف

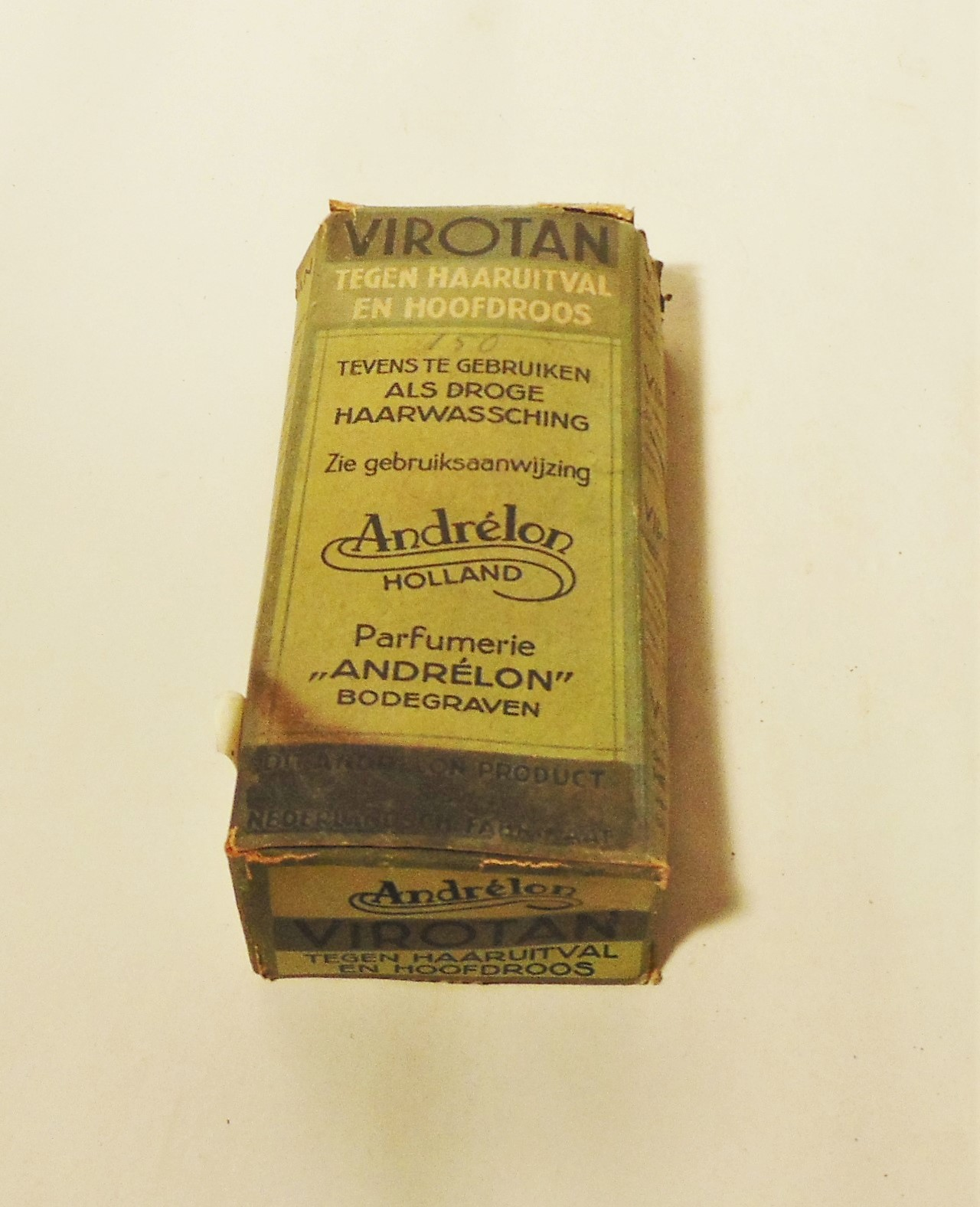

الشامبو الجاف هو نوع من الشامبو يقلل الملمس الدهني للشعر دون الحاجة إلى استخدام ماء. يتوفر الشامبو الجاف في شكل مسحوق وعادة ما يتم بيعه في عبوات رذاذ أيروسول. تشير الإحصائيات في المملكة المتحدة إلى أن 17% من النساء استخدموا شامبو جاف المكون الأساسي فيه هو نشا الذرة. عادة ما يكون المكون الأساس في الشامبو الجاف هو نشا الذرة أو الأرز. يعتقد البعض أن غسيل الشعر يوميًا بالشامبو المنظف يُمكن أن ينزع عن الشعر الزيوت الطبيعية.
تشير الأدلة إلى أن الآسيويين وضعوا مسحوق الصلصال في شعرهم في نهايات القرن الخامس عشر. ورد أول ذكر للشامبو الجاف في الولايات المتحدة في القرن الثامن عشر، حيث تم استخدام أنواع النشا لتقليل رائحة الشعر المستعار ولتغيير لونه.